# Lada 110
De Lada 110 of VAZ 2110 (Russisch: ВАЗ 2110) is een door AvtoVAZ ontwikkelde personenauto die in Toljatti, Rusland, werd geproduceerd van 1995 tot 2009.

## Geschiedenis
De 110 kan gezien worden als de eerste nieuweling die Lada ontwikkelde na het uiteenvallen van de Sovjet-Unie. In 1990 toonde Lada al een conceptauto met een uiterlijk dat nauwelijks meer zou veranderen ten opzichte van de productieversie die in 1995 in het thuisland op de markt kwam. Vanaf 1998 werd de 110 aangeboden op de Europese markt en was daar de opvolger van de Lada Samara. Met een lengte van 4,29 m was de Lada 110 bijna drie decimeter langer dan de Samara. De wielbasis was vrijwel gelijk. De 110 werd aanvankelijk aangeboden met twee 1,5 liter injectiemotoren: 8V met 60 kW/79 pk en 16V met 67 kW/94 pk. De uitrusting was compleet met standaard vier elektrisch bedienbare ramen en centrale deurvergrendeling.
Afgeleid van de 110 waren de combi-variant Lada 111 (VAZ 2111) en de Lada 112 (VAZ 2112), een 5-deurs hatchback. Van de 112 verscheen ook een 3-deurs 112 Coupé (VAZ 21123), deze variant werd niet geëxporteerd. Om aan de nieuwe Euro5 emissienormen te voldoen werd in 2005 de 1,5 litermotor gemoderniseerd en steeg de cilinderinhoud tot 1,6 liter, nog steeds als 8- en 16-kleppen leverbaar met respectievelijk 81 en 90 pk.
In 2008 werd de 110-serie geleidelijk door de Lada Priora (VAZ 2170) vervangen. De productie van de 110 en 111 ging verder in Oekraïne in de Bogdan-fabriek. De productie van de 112 Coupé werd gestaakt in 2009. Lada was in het seizoen 2008 van het WTCC met drie 110's vertegenwoordigd, bestuurd door Kirill Ladygin, Viktor Sjapovalov en Jaap van Lagen. De 110 startte ook in het seizoen 2009 tot deze vervangen werd door de Priora WTCC.

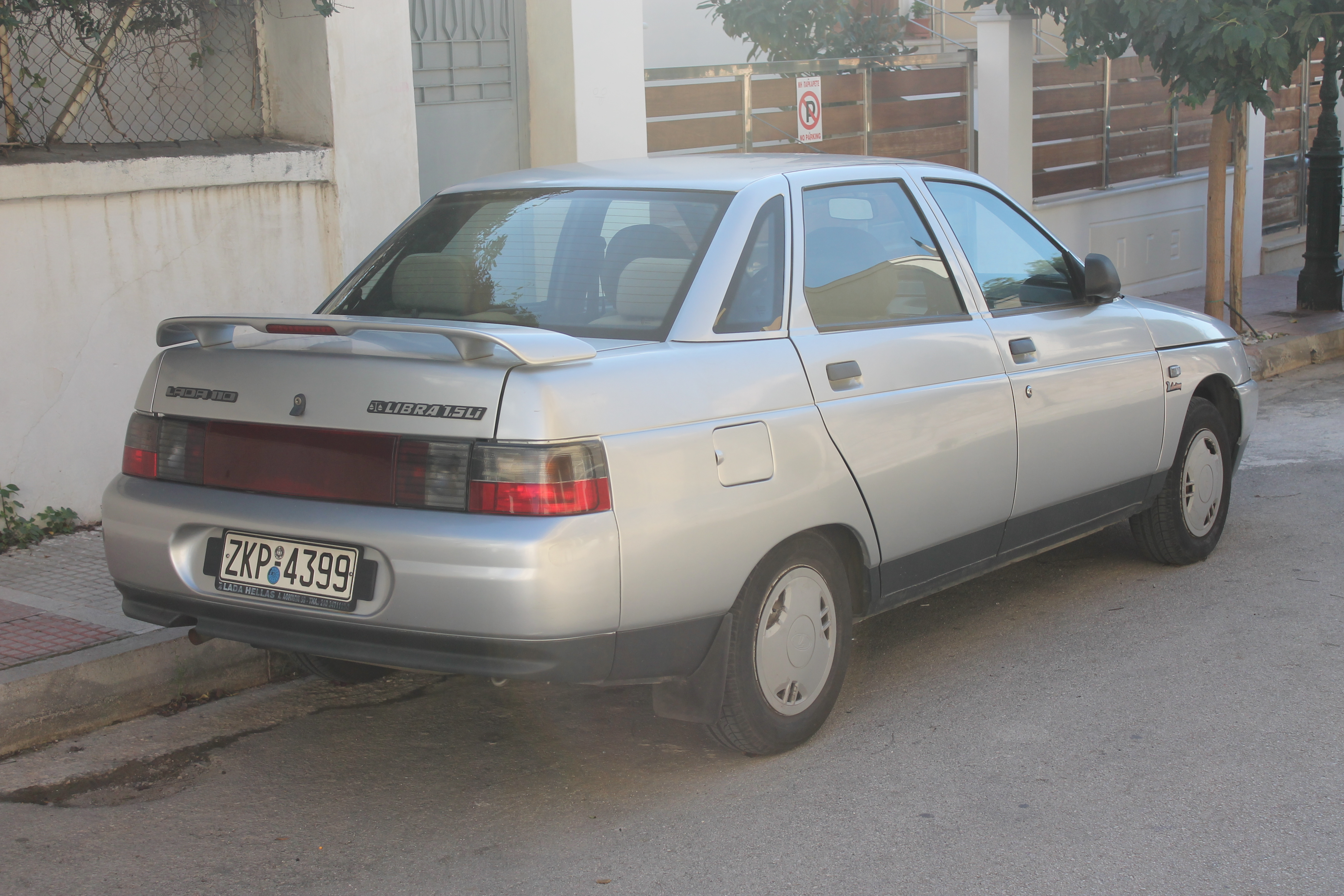
Lada 110 achterzijde
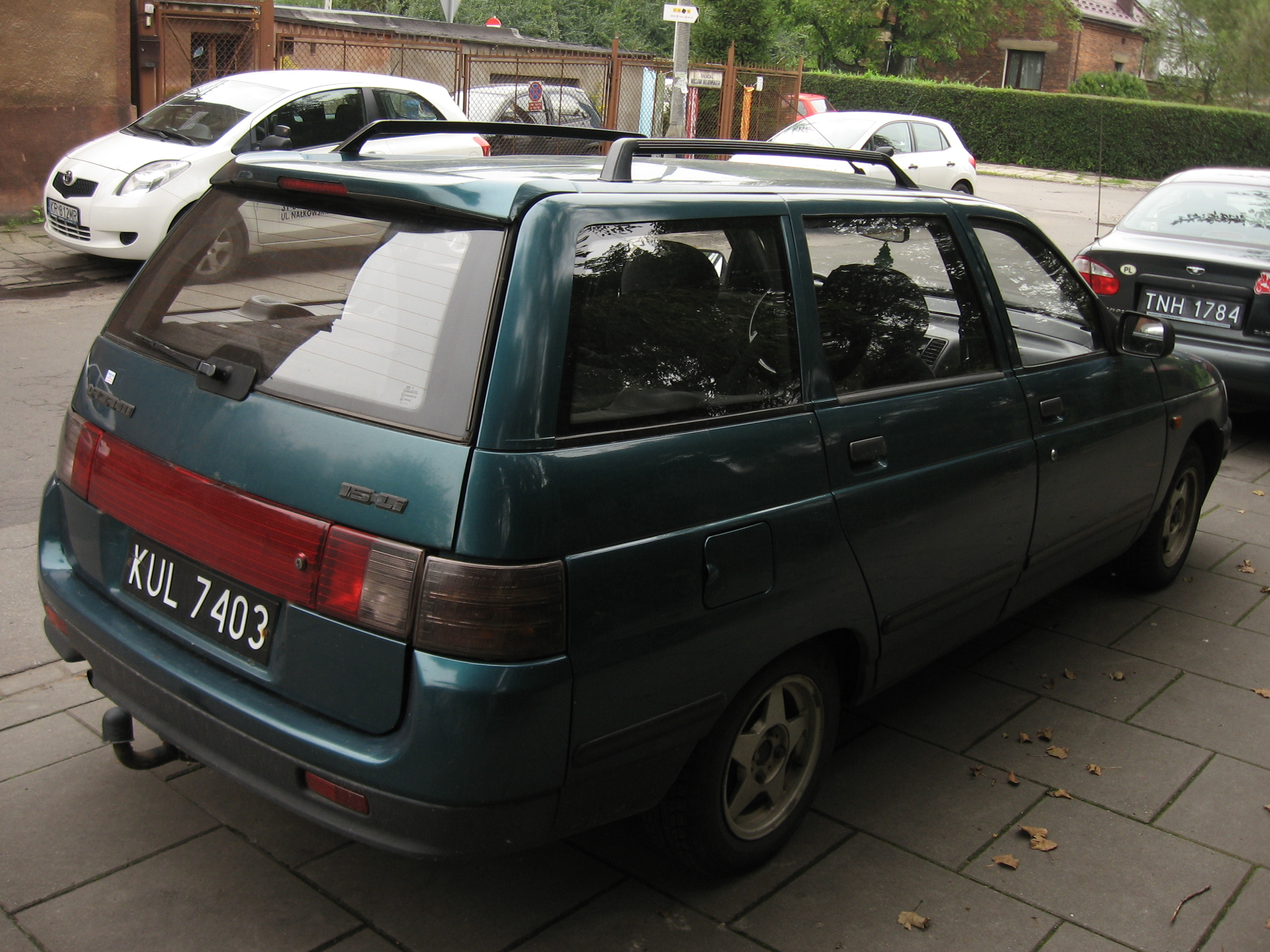
Lada 111
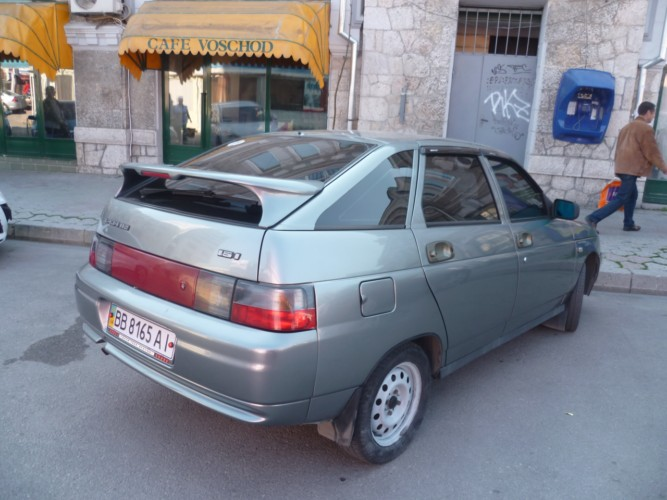
Lada 112
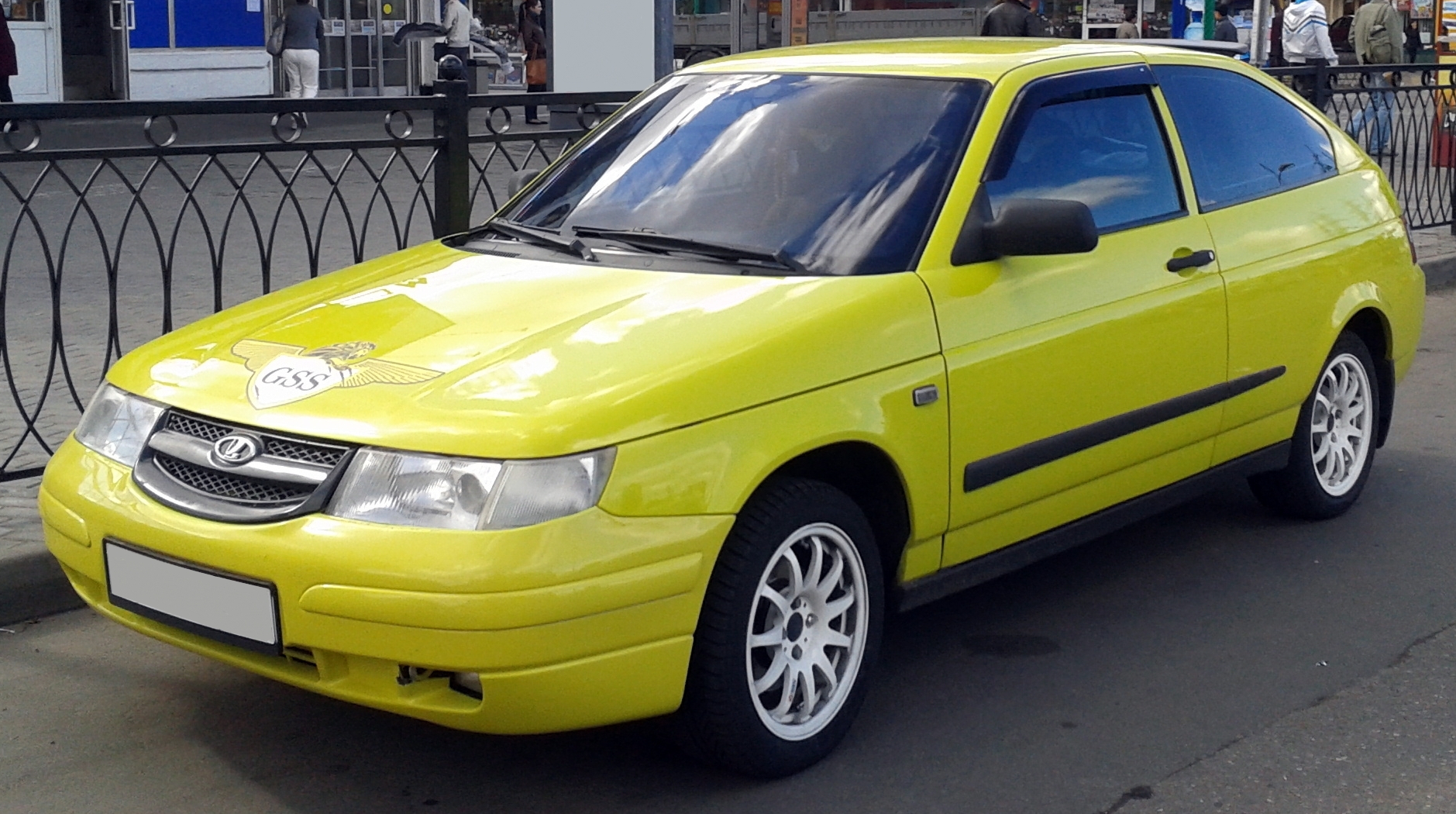
Lada 112 Coupé
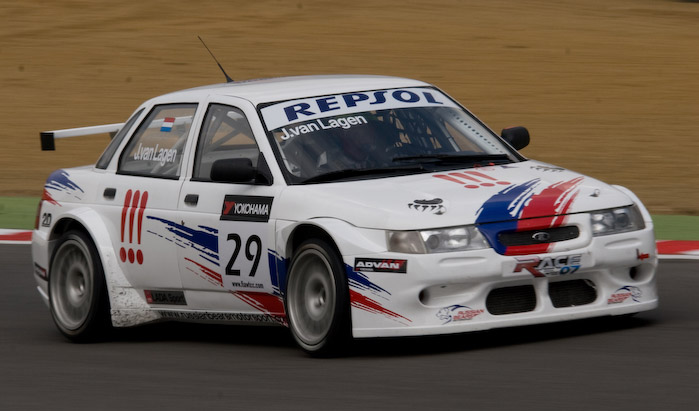
Jaap van Lagen in de WTCC

## In Nederland
Na een aantal moeilijke jaren werd Lada eind 1999 weer leverbaar in Nederland, echter niet meer geïmporteerd door Gremi. De nieuwe importeur, Lada Holland, leverde aanvankelijk alleen de 110, de 111 en de Niva. Kopers werden hoofdzakelijk getrokken door de lage aanschafprijs in vergelijking met West-Europese, Japanse of Koreaanse auto's van hetzelfde formaat. Het merkimago, raffinement, de afwerking en kwaliteit van de 110-serie waren echter ook minder dan de concurrentie. Stuurbekrachtiging en airbags waren niet leverbaar, wel kregen kopers drie jaar garantie. De verkopen in Nederland bleven beperkt: van de 110 zijn 40 exemplaren verkocht, van de 111 68 exemplaren en van de 112 45 exemplaren.
Modellen in productie:
Granta · 
Largus · 
Vesta · 
XRAY · 
Niva

Modellen niet meer in productie:
1200 · 
1300 · 
1500 · 
1600 · 
2105 · 
2107 · 
2104 · 
Oka · 
Samara · 
110 · 
111 · 
112 · 
Nadezjda ·
Kalina ·
Priora